# العلاقات الباهاماسية النيكاراغوية
العلاقات الباهاماسية النيكاراغوية هي العلاقات الثنائية التي تجمع بين باهاماس ونيكاراغوا.

## مقارنة بين البلدين
هذه مقارنة عامة ومرجعية للدولتين:
| وجه المقارنة                                              | باهاماس      | نيكاراغوا        |
| --------------------------------------------------------- | ------------ | ---------------- |
| المساحة (كم2)                                             | 13.88 ألف    | 130.38 ألف       |
| عدد السكان (نسمة)                                         | 395.36 ألف   | 6.22 مليون       |
| الكثافة السكانية (ن./كم²)                                 | 28.48        | 47.71            |
| العاصمة                                                   | ناساو        | ماناغوا          |
| اللغة الرسمية                                             | لغة إنجليزية | اللغة الإسبانية  |
| العملة                                                    | دولار بهامي  | كوردبا نيكاراغوا |
| الناتج المحلي الإجمالي (بليون دولار)                      | 12.16 مليار  | 13.81 مليار      |
| الناتج المحلي الإجمالي (تعادل القوة الشرائية) بليون دولار | 8.92 مليار   | 31.63 مليار      |
| الناتج المحلي الإجمالي الاسمي للفرد دولار أمريكي          | 22.82 ألف    | 2.09 ألف         |
| الناتج المحلي الإجمالي للفرد دولار أمريكي                 |              | 4.92 ألف         |
| مؤشر التنمية البشرية                                      | 0.790        | 0.631            |
| رمز المكالمات الدولي                                      | +1242        | +505             |
| رمز الإنترنت                                              | .bs          | .ni              |
| المنطقة الزمنية                                           | 00           | 00               |

## منظمات دولية مشتركة
يشترك البلدان في عضوية مجموعة من المنظمات الدولية، منها:
| علم المنظمة | اسم المنظمة                                                          | تاريخ انضمام باهاماس | تاريخ انضمام نيكاراغوا |
| ----------- | -------------------------------------------------------------------- | -------------------- | ---------------------- |
|             | مؤسسة التنمية الدولية                                                | 23 يونيو 2008        | 30 ديسمبر 1960         |
|             | يونسكو                                                               | 23 أبريل 1981        | 22 فبراير 1952         |
|             | وكالة ضمان الاستثمار متعدد الأطراف                                   | 4 أكتوبر 1994        | 12 يونيو 1992          |
|             | الأمم المتحدة                                                        | 18 سبتمبر 1973       | 24 أكتوبر 1945         |
|             | وكالة حظر الأسلحة النووية في أمريكا اللاتينية ومنطقة البحر الكاريبي ‏ | ?                    | ?                      |
|             | الاتحاد البريدي العالمي                                              | ?                    | ?                      |
|             | البنك الدولي للإنشاء والتعمير                                        | 21 أغسطس 1973        | 14 مارس 1946           |
|             | الاتحاد الدولي للاتصالات                                             | 19 أغسطس 1974        | 12 مايو 1926           |
|             | منظمة حظر الأسلحة الكيميائية                                         | ?                    | ?                      |
|             | مؤسسة التمويل الدولية                                                | 8 ديسمبر 1986        | 20 يوليو 1956          |
|             | المركز الدولي لتسوية المنازعات الاستشارية                            | 18 نوفمبر 1995       | 19 أبريل 1995          |
|             | منظمة الشرطة الجنائية الدولية                                        | ?                    | ?                      |

## وصلات خارجية
- موقع وزارة الخارجية النيكاراغوية